# Panaspis megalurus
Panaspis megalurus är en ödleart som beskrevs av  Fritz Nieden 1913. Panaspis megalurus ingår i släktet Panaspis och familjen skinkar. Inga underarter finns listade i Catalogue of Life.